# فک خاکستری
فک خاکستری (نام علمی: Halichoerus grypus) نام یک گونه از شاخه طنابداران است.